# سو برايس
سو برايس (بالإنجليزية: Sue Price)‏ هي ممثلة أمريكية، ولدت في 29 مارس 1965 في الولايات المتحدة.

## وصلات خارجية
- سو برايس على موقع IMDb (الإنجليزية)
- سو برايس على موقع قاعدة بيانات الفيلم (الإنجليزية)